# ویکتور کونووالنکو
ویکتور کونووالنکو (انگلیسی: Viktor Konovalenko; ۱۱ مارس ۱۹۳۸ – ۲۰ فوریهٔ ۱۹۹۶) بازیکن هاکی روی یخ اهل اتحاد جماهیر شوروی سوسیالیستی بود.